# ENA 드라마
ENA 드라마(ENA DRAMA)는 대한민국의 방송채널 사용사업자인 KT ENA가 운영하는 텔레비전 드라마 전문 채널이다.

## 연혁
- 2013년 8월에 현대미디어가 채널의 운영권을 인수하여 4개월 만에 이름을 드라마 H(Drama H)로 변경되었다.[1]
- 2022년 11월 skyTV가 현대미디어와 합병하였다.
- 2022년 4월 29일 채널명을 ENA 드라마(ENA DRAMA)로 변경되었다.

## 전 운영
- 홈 드라마 HOME Drama
- 홈티브이방송 HOMETV
- 드라마 H Drama H

## 주요 프로그램

### 방송 중
드라마
- 금쪽같은 내 스타 (자막)

예능
- 전현무계획
- 스트리트 푸드 파이터
- 삼시세끼
- 놀라운 토요일
- 내 아이의 사생활
- 추성훈의 밥값은 해야지

교양
- 한국기행

### 방송 종료
드라마
- 굿 파트너 (자막)
- 나의 해리에게 (자막)
- 완벽한 가족
- 구필수는 없다
- 이토록 친밀한 배신자
- 이상한 변호사 우영우
- 낮과 밤이 다른 그녀
- 굿잡
- 신병
- 신병 시즌2
- 지구마불 세계여행
- 아무것도 하고 싶지 않아
- 종이달
- 마당이 있는 집
- 오! 영심이
- 남남
- 얼어죽을 연애따위
- 사장님을 잠금해제
- 남이 될 수 있을까?
- 딜리버리 맨!
- 보라! 데보라
- 행복배틀
- 오랫동안 당신을 기다렸습니다
- 유괴의 날 (자막)
- 낮에 뜨는 달 (자막)
- 모래에도 꽃이 핀다 (자막)
- 곽준빈의 세계 기사식당
- 악인전기
- 사랑한다고 말해줘
- 야한 사진관 (자막)
- 크래시 (자막)
- 유어 아너 (자막)
- 취하는 로맨스 (자막)
- 놀아주는 여자
- 마이 데몬
- 오늘의 웹툰
- 커튼콜
- 7인의 탈출
- 나미브 (자막)
- 라이딩 인생 (자막)
- 신병 시즌 3 (자막)
- 당신의 맛 (자막)
- 노무사 노무진
- 살롱 드 홈즈 (자막)
- 아이쇼핑

예능
- 신병캠프
- 현무카세
- 강철부대
- 다시 뜨거워지고 싶은 애로부부
- 시골에 간 도시Z
- 여왕벌 게임
- 기안이쎄오
- 백종원의 레미제라블
- 언더커버
- 곽준빈의 세계 기사식당
- 지구마불 세계여행
- 하우스 오브 걸스